# Renstrandsträsket
Renstrandsträsket är en sjö i Borgå stad i Finland.   Den ligger i landskapet Nyland, i den södra delen av landet, 60 km nordost om huvudstaden Helsingfors. Renstrandsträsket ligger 31 meter över havet. Arean är 27,6 hektar och strandlinjen är 2,02 kilometer lång. Sjön  ingår i Finska vikens kustområde.   I omgivningarna runt Renstrandsträsket växer i huvudsak blandskog.